# Sociedad Mexicana de Geografía y Estadística
La Sociedad Mexicana de Geografía y Estadística (SMGE), la primera sociedad científica del continente americano y la cuarta en el mundo, se fundó el 18 de abril de 1833. Se formó, con el apoyo de varias instituciones del gobierno y con el apoyo de Valentín Gómez Farías, cuando era impostergable la construcción de la cartografía del nuevo país, con sus distintas regiones y con sus nuevas fronteras. En un principio recibió el nombre de Instituto de Geografía y Estadística. En 1851, la sociedad adoptaría su actual nombre.
Desde el principio, sus miembros exploraron una temática muy amplia que abarcó tanto la fisiografía del territorio como sus recursos naturales, su producción y su potencial de desarrollo. También se incluyó en su estudio la población en sus aspectos demográficos, étnicos y lingüísticos. Los primeros resultados se dieron cuando Antonio García Cubas logró terminar la primera carta general en 1850. Este mismo ingeniero, ya miembro de la Sociedad desde 1856, publicó posteriormente su Carta general de la República Mexicana. Otras primeras obras suyas fueron el Atlas y el Portulano de la República. 

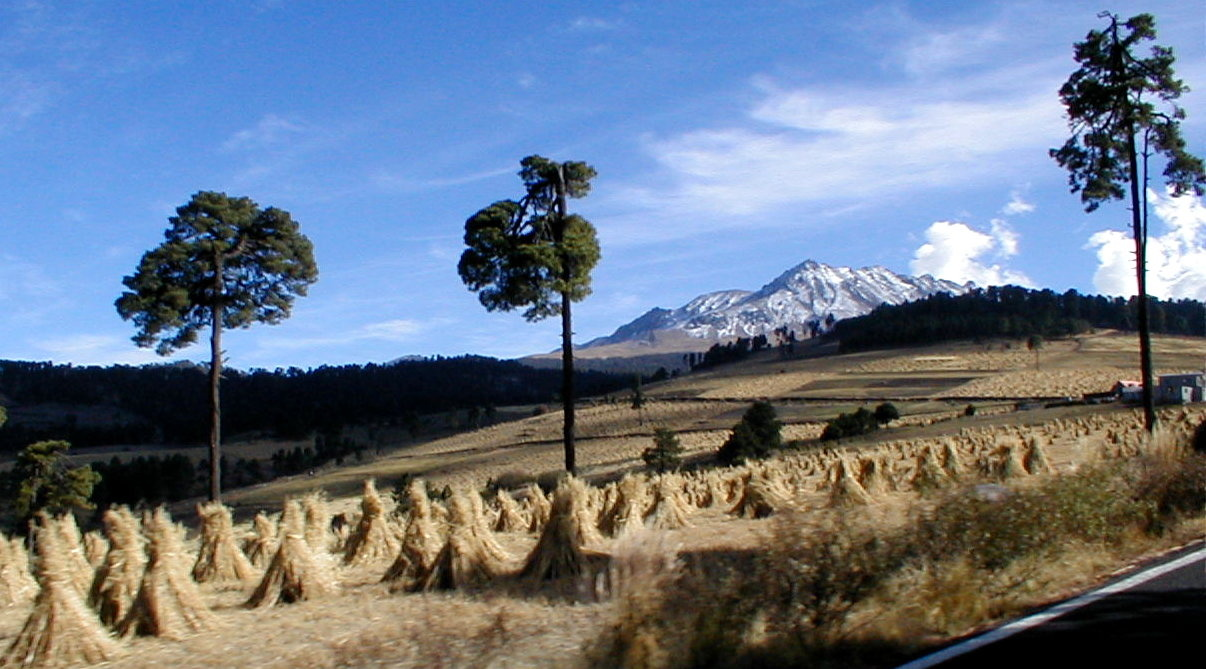

Entre los logros de la sociedad, se cuentan:
- Las iniciativas para que el gobierno mexicano expida las leyes para determinar los nombres geográficos de las ciudades y otras poblaciones (creación de la primera carta general en 1850).
- Promover la legislación para el cuidado de los bosques y la conservación de monumentos arqueológicos como prioridad nacional.
- Realizar un informe sobre el sistema métrico decimal, que permitió que México fuese uno de los primeros países en América Latina en adoptar la medida.
- Propuesta del tendido del sistema telegráfico de la Ciudad de México.
- Patrocinio de la publicación del Boletín de la Sociedad de Geografía y Estadística, donde se da cuenta de numerosos trabajos ad hoc.[6]

Sus presidentes han sido, entre otros, Juan Nepomuceno Almonte (de 1839 a 1848 y de 1850 a 1853), Miguel Lerdo de Tejada (en 1861), Manuel Orozco y Berra (de 1871 a 1879), Ignacio Manuel Altamirano (de 1881 a 1889), José Lorenzo Cossío (en 1923), Agustín Aragón y León (en 1931), Jesús Silva Herzog (de 1943 a 1944 y en 1946), Emilio Portes Gil (de 1953 a 1955), Isidro Fabela (en 1959), Jorge Acosta del Castillo (de 1979 a 1981) y Julio Zamora Batiz (2006-2018), quien en 2023 fue nombrado Presidente Decano.
En la actualidad, la sociedad contribuye a la investigación, análisis y comprensión de los principales problemas de la nación al través de sus 55 academias especializadas y sus sociedades correspondientes en los distintos estados del país. Cumple también con un programa de trabajo que incluye a la Universidad Nacional Autónoma de México, y además a universidades de talla internacional: la Harvard, Berkeley, Chicago, Stanford, Los Ángeles, Madrid, Salamanca y Toulouse.[cita requerida]
Los miembros de la institución se han distinguido entre los intelectuales destacados del país, al grado de cuenta con más de cuarenta de ellos en la Rotonda de las Personas Ilustres, ocho de los cuales han sido reconocidos por el Congreso de la Unión, inscritos sus nombres con letras de oro.

## Estudio sobre lenguas amerindias
En el siglo XIX, el estudio de las sociedades científicas como la SMGE motivaron la investigación de las lenguas amerindias, siendo los trabajos de esta sociedad los primeros sobre el tema en el México independiente. Entre los trabajos más destacados de la SMGE están Geografía de las lenguas de México (1857-1864), escrita por Manuel Orozco y Berra, y el Cuadro descriptivo y comparativo de la lenguas indígenas de México, (1862-1875), realizado por Francisco Pimentel.

## Presidentes
| Director general                    | Periodo |
| ----------------------------------- | ------- |
| José Justo Gómez de la Cortina      |         |
| Juan Nepomuceno Almonte             |         |
| José Lino Alcorta                   |         |
| Benigno Bustamante Septién          |         |
| Ignacio Mora y Villamil             |         |
| Joaquín María del Castillo y Lanzas |         |
| Miguel Lerdo de Tejada              |         |
| Leopoldo Río de la Loza             |         |
| José Urbano Fonseca Martínez        |         |
| José Ignacio Durán Segura           |         |
| José María Lafragua                 |         |
| Manuel Orozco y Berra               |         |
| Ignacio Ramírez Calzada             |         |
|                                     |         |
|                                     |         |